# Simina Grigoriu
Ana Simina Grigoriu (căsătorită Kalkbrenner; n. 8 mai 1981, București, România) este un DJ și producător de muzică din Toronto, specializată în muzică electronică techno. Cetățean canadian de origine română, trăiește și lucrează începând cu anul 2008 în Berlin, Germania.

## Viața și cariera
Grigoriu s-a născut în România. În timpul regimului lui Ceaușescu, părinții ei au fugit în Toronto, Canada.
În Toronto, ea a început să cânte rap la Earl Haig Secondary School,  înainte de a se îndrăgosti de muzica electronică. În timpul liceului și până în anul 2000 a participat, de asemenea, la cursuri private la  School of Liberal Arts (SOLA). Până în 2004, ea a studiat tehnici de imprimare, producție și comercializare, precum și spiritul antreprenorial și inovativ la Universitatea Ryerson.
După ce l-a întâlnit pe Paul Kalkbrenner în turneul său de promovare din Toronto pentru filmul Berlin Calling, s-a mutat la Berlin în vara anului 2008, unde a cântat în cluburi și la festivaluri și unde și-a construit și dezvoltat experiența în producție. În 2010 a participat în turneul de concerte al lui Kalkbrenner, Berlin Calling 2010, cântând în deschidere. Pe 24 august 2012 a lansat primul ei album. La o zi după lansare, s-a căsătorit cu Paul Kalkbrenner.

## Discografie

### Albume
- 2012: Exit City (Susumu Records)

### Single-uri și EP-uri
- 2010: Mukluks & Ponytails (Sonat Records)
- 2011: Nebuna Stricata (Phase Insane Records)
- 2011: Project Boondocks Part 1-3 (Frequenza Records)
- 2011: La Palmas (Intellectro Vibe Records, împreună cu Imerio Vitti și Luca Vera)
- 2011: Writers (Sonat Records, împreună cu Ludovic Wendi)
- 2012: Baby (Susumu Records, împreună cu Imerio Vitti)
- 2012: Kokopelli (Susumu Records)
- 2016: Nunchaku / Kubota (Kuukou Records)[6]